# Ferrari F50
El Ferrari F50 es un automóvil superdeportivo cupé de dos puertas con motor central-trasero montado longitudinalmente de tracción trasera, producido por el fabricante italiano Ferrari con motivo de los 50 años de la marca (1947-1997), aunque realmente fue introducido en el mercado el 8 de marzo de 1995, dos años antes del cincuentenario oficial.

## Historia

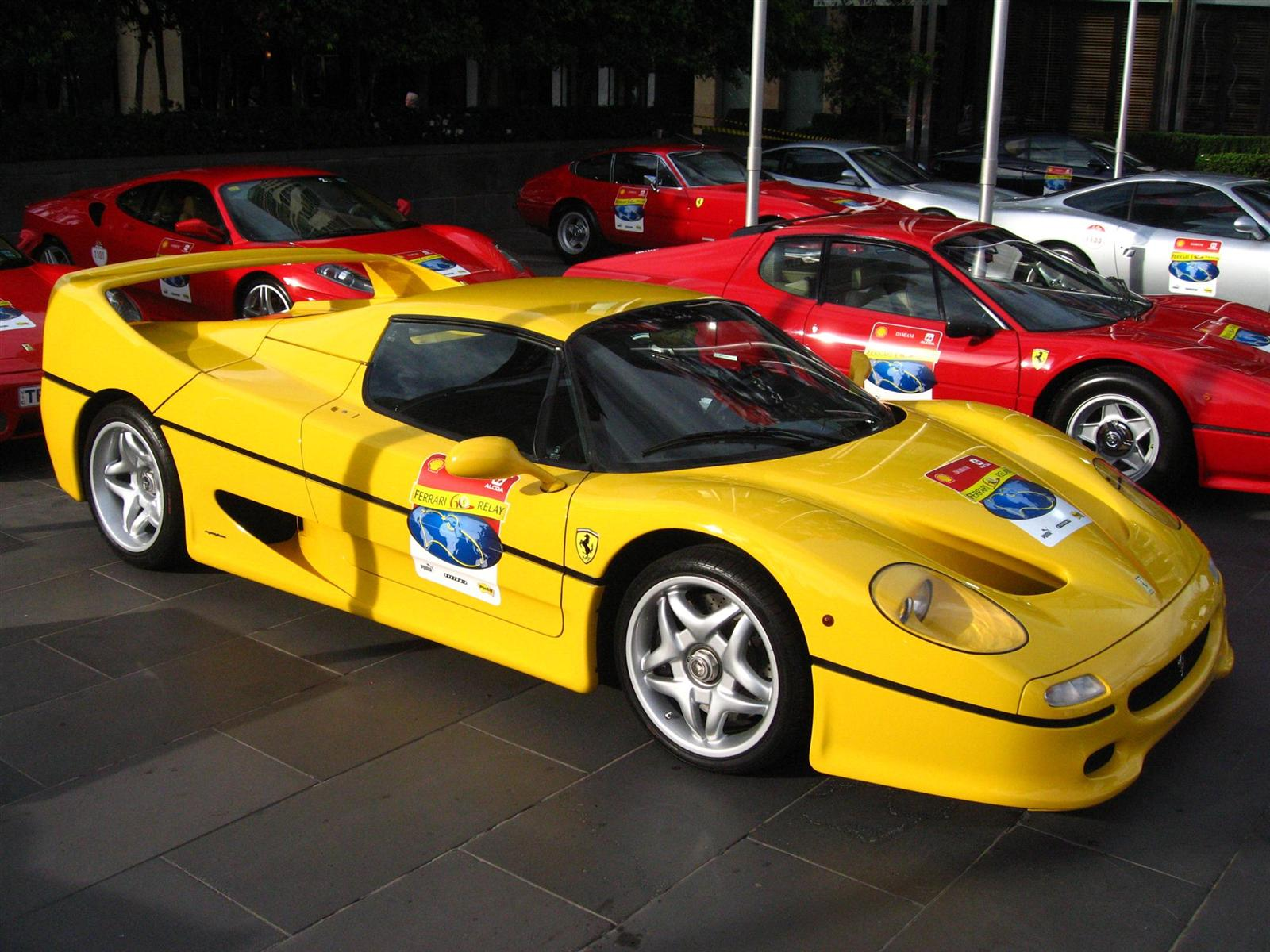
Vista delantera derecha en el Crown Casino (Melbourne), Australia.

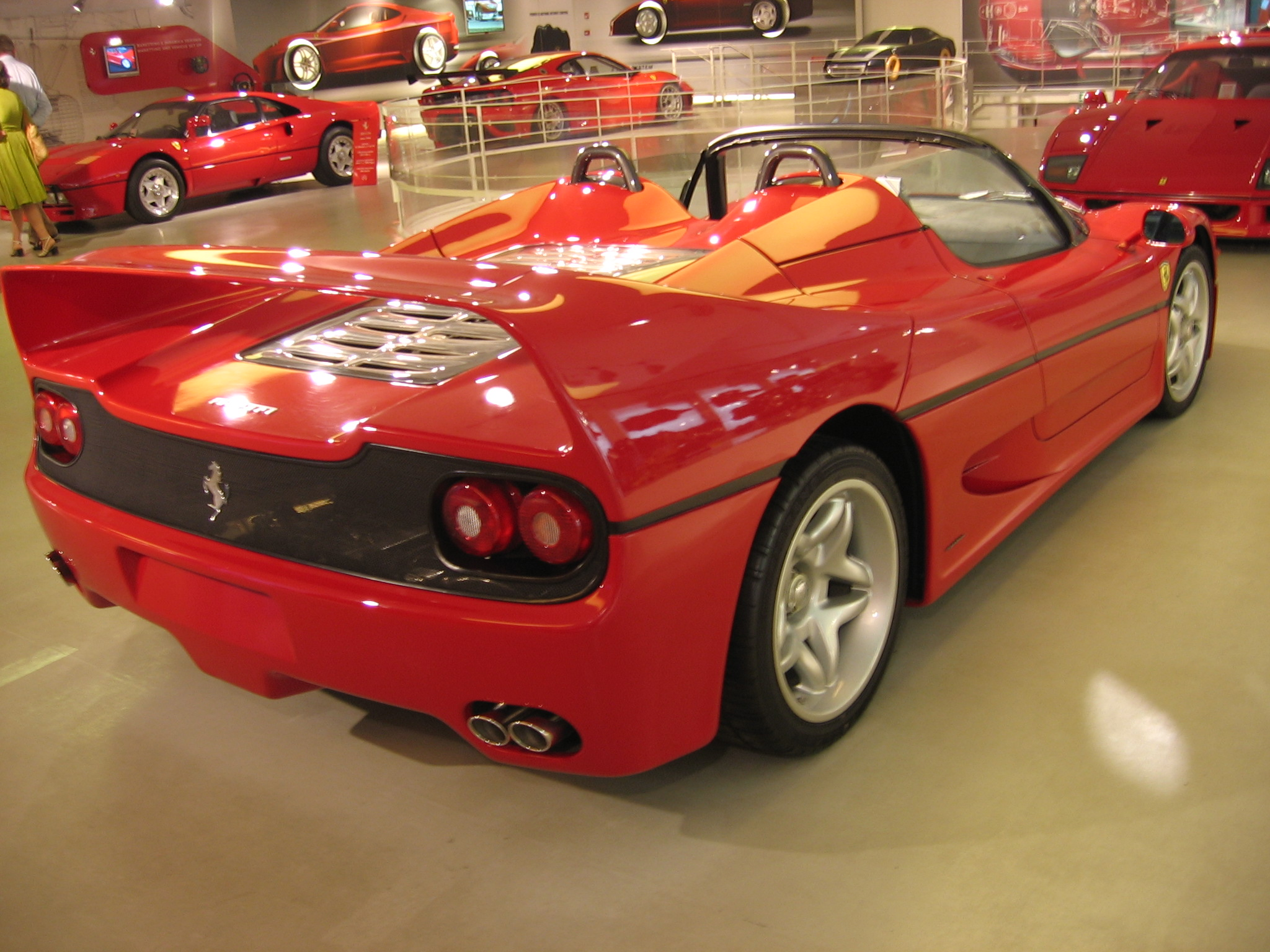
Vista posterior de la versión Targa.

El F50 no solamente fue el sucesor del F40, sino que supuso el primer modelo construido desde cero de la serie de superdeportivos de edición limitada de Ferrari, pues sus antecesores 288 GTO y F40, estaban basados o relacionados en modelos previos.
Desvelado en 1995, su nombre continuaba la nomenclatura estrenada con el F40 y, aunque el 50 aniversario de la firma de Maranello no se cumplía hasta 1997, el F50 ya rendía homenaje con su nombre al medio siglo de vida de la firma italiana, pues sería en ese momento cuando estaba planeado que finalizara su producción. Su producción limitada es el motivo por el cual el es más raro que su antecesor o sus predecesores.
La primera unidad en producirse fue un prototipo que la marca expuso durante su debut, en el Salón del Automóvil de Ginebra de 1995 y, posteriormente, en el del Tokio. También es la que aparece en todas las fotos oficiales publicadas durante su presentación y, además, fue la empleada como modelo para el dibujo tipo radiografía de Shin Yoshikawa y como molde para los juguetes oficiales que se editaron posteriormente.
Esta primera unidad del F50 no solamente sirvió a los mencionados propósitos comerciales, sino que también fue empleada para las pruebas llevadas a cabo por la marca y fue pilotado extensamente por nombres como Jean Alesi, Dario Benuzzi, Niki Lauda o Gerhard Berger. Por lo tanto, su valor histórico es más que evidente.
Por si su historial o condición de primer modelo no fuera suficiente para convertirlo en toda una pieza única, además cuenta con una peculiaridad muy llamativa, de esas por las que los coleccionistas pagan grandes cantidades: es el último Ferrari que contó con un número de bastidor de 5 cifras, es decir, el 99999.
Aunque en sus primeros años estuvo en poder de Ferrari, este ejemplar ha estado en manos privadas la mayor parte de su vida y su primer propietario es también otra peculiaridad muy llamativa, pues fue nada menos que Jacques Swaters, importador de la marca italiana en Bélgica y propietario de la célebre Ecurie Francorchamps. Swaters era amigo personal de Enzo Ferrari y un fiel apoyo para la marca durante décadas, por lo que en 1998 le ofrecieron este ejemplar, no sin antes reconstruirlo debido al intensivo uso recibido, para su colección personal.
Swaters mantuvo el F50 #99999 durante cerca de 10 años en su colección y lo vendió en 2007 a un coleccionista estadounidense, quien en un momento posterior sin determinar, lo vendió a su actual propietario: un coleccionista también estadounidense de la zona de Nueva York.
Este primer ejemplar ha aparecido a la venta por una cantidad no especificada en Autosport Designs, un concesionario de Nueva York, la misma zona donde lleva varios años y su estado es simplemente magnífico y se presenta con la ya indispensable certificación Ferrari Classiche y su completa configuración original.

## Características

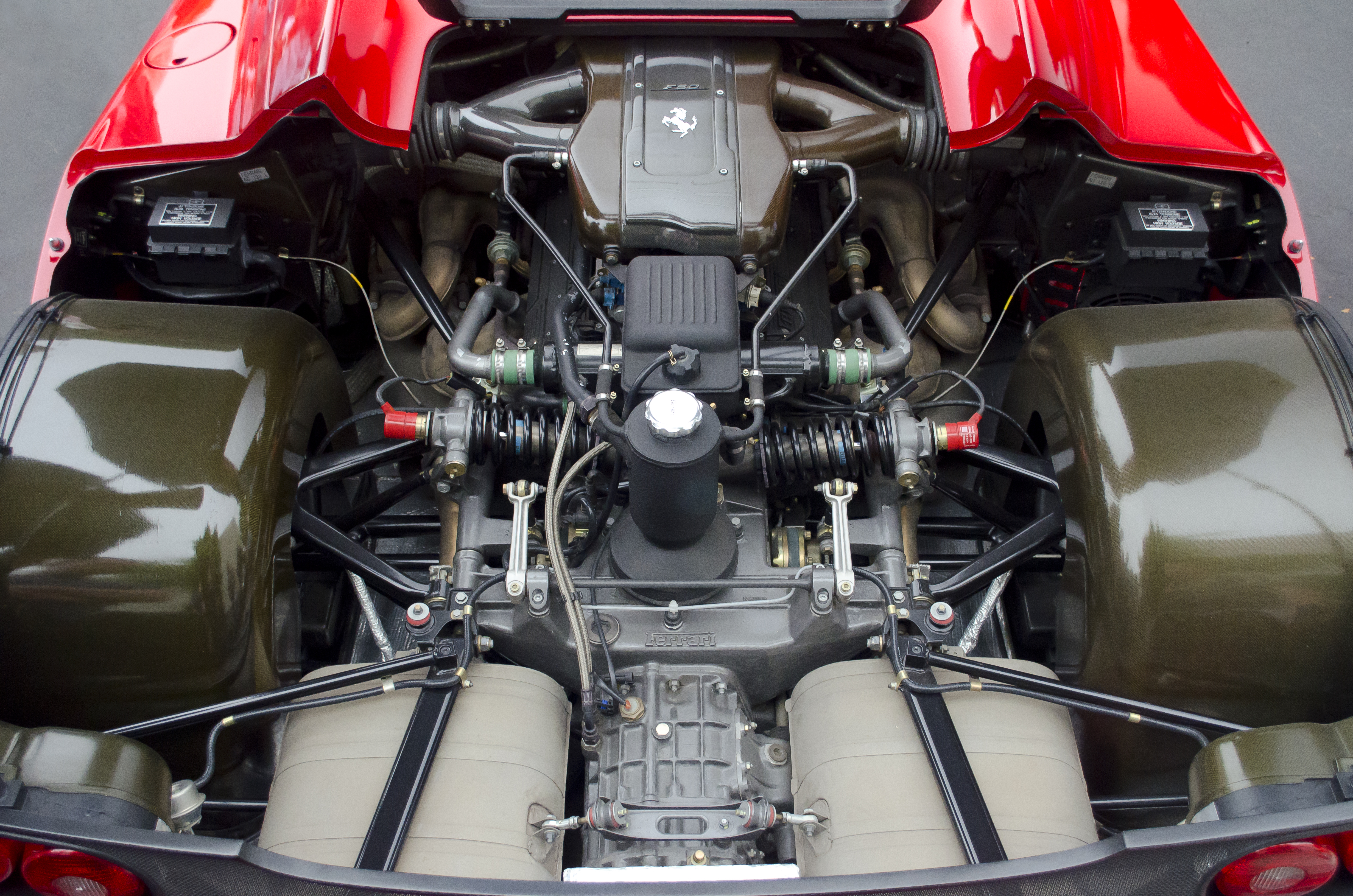
Motor del F50.

El F50 está construido íntegramente en fibra de carbono y aluminio; la carrocería tiene muchas curvas que en ciertas zonas tiene remates en fondo plano con difusor. Esto logra incrementar la carga aerodinámica a muy altas velocidades.
Está equipado con un motor V12 de 4698 cm³ (4,7 L; 286,7 plg³), que derivó en una potencia máxima de 520 CV (513 HP; 382 kW) a las 8500 rpm y un par máximo de 48 kg·m (471 N·m; 347 lb·pie) a las 6500 rpm. Al igual que en la Fórmula 1, el motor es un elemento estructural y soporta las suspensiones y la transmisión manual de seis velocidades.
Los frenos fueron creados por Brembo en hierro, bajo un esquema clásico de gran diámetro. No cuenta con dirección hidráulica, ni sistema antibloqueo de frenos (ABS).
El interior tiene un panel de instrumentos realizado en fibra de carbono y asientos con cinturones de tres puntos, pero se le pueden instalar unos de cuatro. Cuenta con aire acondicionado y equipo de sonido, pero no incluye bolsas de aire.

### Especificaciones
| Chasis                              | Monocasco de fibra de carbono                                                                      |
| Materiales del motor                | Bloque de hierro fundido modular, cabezas de aleación de aluminio ligera y pistones forjados Mahle |
| Distribución                        | DOHC 5 válvulas por cilindro (60 en total) accionadas por cadena, con VVT                          |
| Alimentación                        | Inyección electrónica Bosch Motronic M2.7                                                          |
| Diámetro x carrera                  | 85 x 69 mm (3,35 x 2,72 pulgadas)                                                                  |
| Relación de compresión              | 11.3:1                                                                                             |
| Línea roja                          | ±10000 rpm                                                                                         |
| Sistema de lubricación              | Cárter seco                                                                                        |
| Embrague                            | Discos dobles                                                                                      |
| Capacidad del tanque de combustible | 105 litros (27,7 galAm)                                                                            |
| Distribución de peso                | 42% delantero y 58% trasero                                                                        |
| 1/4 milla (402 m)                   | 12.1 segundos a 123 mph (198 km/h)                                                                 |
| 0-1 km (0,62 milla)                 | 21.7 segundos                                                                                      |
| 0-1 milla (1,61 km)                 | 30.3 segundos                                                                                      |

| 1.ª   | 2.ª   | 3.ª   | 4.ª  | 5.ª   | 6.ª   | Reversa | Final |
| ----- | ----- | ----- | ---- | ----- | ----- | ------- | ----- |
| 2.933 | 2.157 | 1.681 | 1.36 | 1.107 | 0.903 | 2.529   | 3.7   |

## Ventas

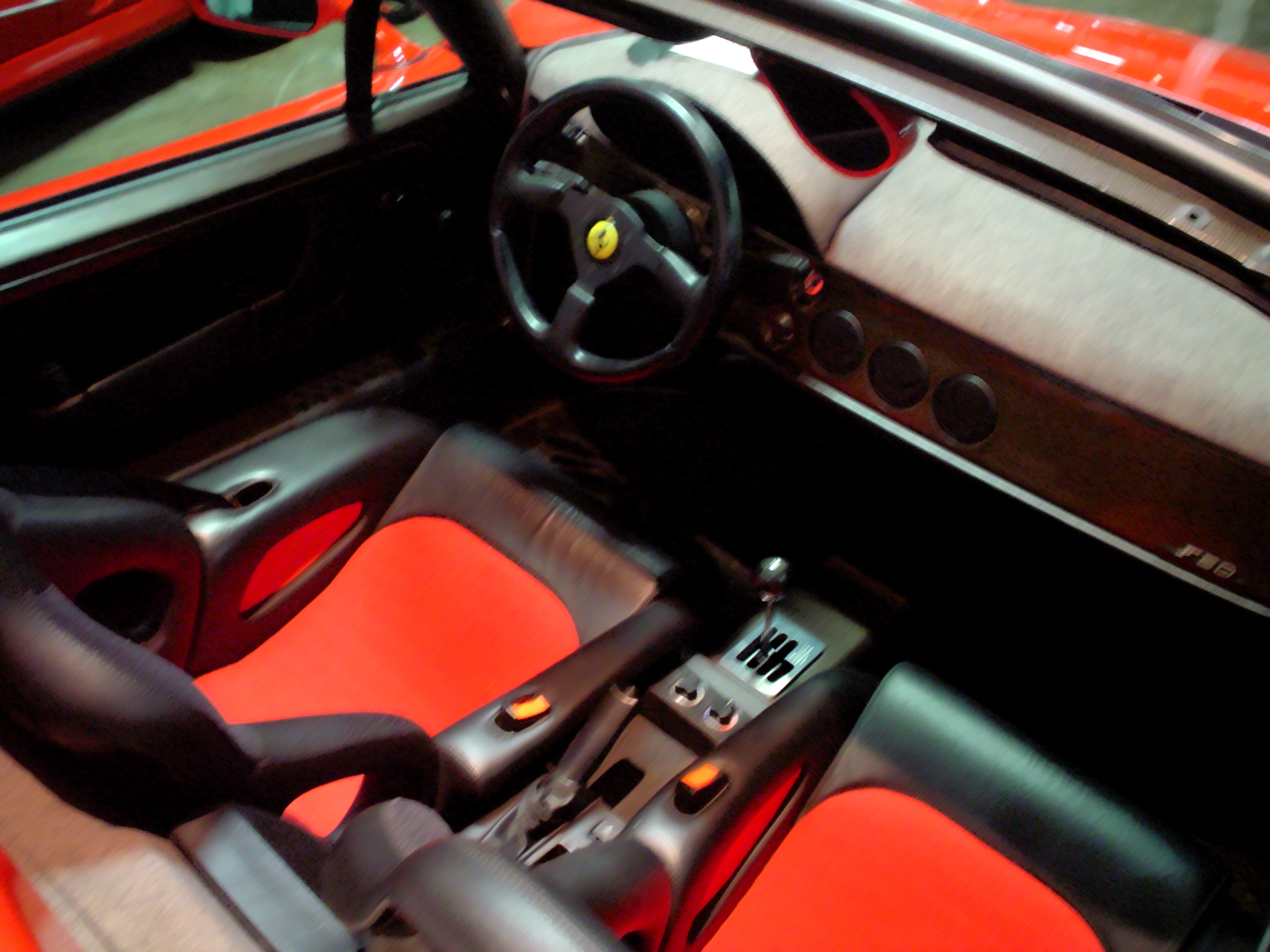
Habitáculo interior.

Se fabricaron 349 unidades, la última de las cuales es conservada en el Museo Ferrari en la sede de Maranello. El número de ejemplares fue decidido por un estudio de mercado que predijo 350 posibles clientes en el mundo dispuestos a comprar un ejemplar. El número fue luego reducido a 349, en homenaje a Enzo Ferrari quien sostenía que un ejemplar menos de lo que solicita el mercado, es el número perfecto de unidades a producir. El automóvil fue puesto en venta a un precio de 852 800 000 £ o US$584 000 o 440 000 € y todos fueron vendidos incluso mucho antes de ser producidas.
Para evitar la especulación, ocurridos en anteriores lanzamientos de series especiales, como el caso del F40, Ferrari limitó la reserva a solamente un ejemplar por cliente con concesionarios incluidos e impuso la prohibición de venderlo antes de transcurrir dos años a partir de la fecha de entrega. La venta de este modelo estuvo limitada únicamente a los clientes que ya tenían el modelo anterior, es decir, que además puso como requisito que para poder comprar el F50, había que tener en propiedad el F40 previamente.
Cuando a finales de 1998 Ferrari entregaba los últimos Ferrari F50 a sus clientes,  el Sultán de Brunéi Hassanal Bolkiah fue el único a quien se le sirvieron seis unidades de este modelo, destacando además por sus originales colores: Blanco, Amarillo, Gris Plateado, Azul y Rojo, siendo uno de los rojos totalmente transformando en la unidad conocida con el sobrenombre de "Bolide" y además, una de las dos únicas unidades del F50 que tenía el volante a la derecha.

## En competición

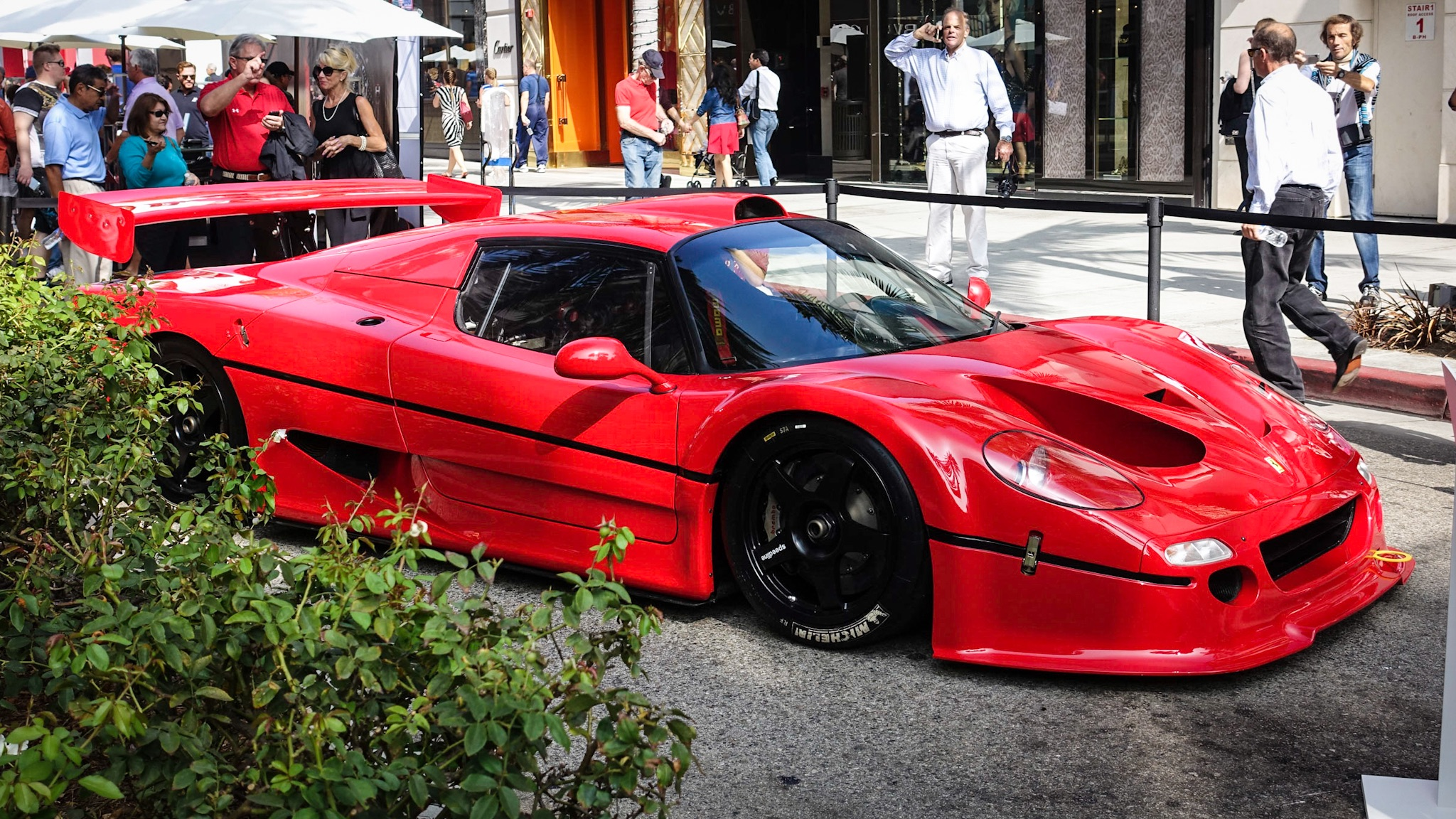
F50 GT de 1996.

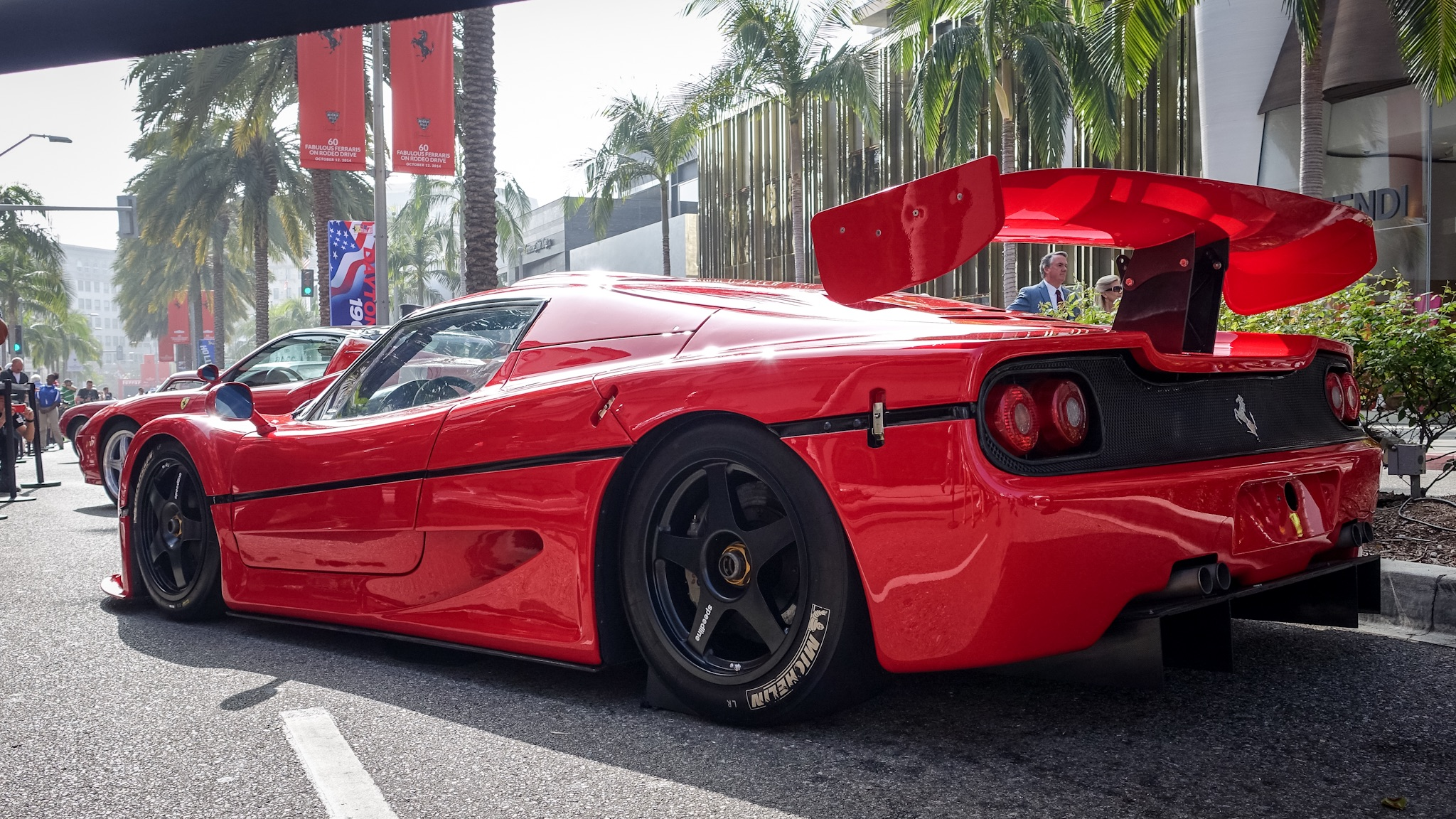
Vista trasera.

Siguiendo el tema de los deportes de motor, Ferrari desarrolló el F50 GT, un prototipo basado en el F50 que fue construido para competir en las carreras de la categoría GT1. El F50 GT tenía techo fijo, alerón posterior grande y un nuevo alerón delantero, entre otros detalles. El motor V12 de 4698 cm³ (4,7 L; 286,7 plg³) fue modificado para desarrollar alrededor de 750 CV (740 HP; 552 kW) a las 10500 rpm y una velocidad máxima de 376 km/h (234 mph). Durante las pruebas realizadas en 1996, el coche demostró ser más rápido incluso que el Ferrari 333 SP, pero esto pasó desapercibido para Ferrari, que decidió cancelar el proyecto del F50 GT, centrándose en la Fórmula 1.
El F50 se utilizó como plataforma para el F50 GT, que fue diseñado para las competiciones internacionales en la clase GT. Se construyeron tres unidades con la ayuda de Dallara y ATR, pero el coche fue completamente desarrollado en Ferrari. Estéticamente, los cambios más notables con respecto al coche de carretera fueron una toma de aire en el techo y un alerón trasero diferente, con un amortiguador central y un difusor posterior. Tenía el mismo motor del F50, un embrague con discos de fibra de carbono y una transmisión secuencial. El F50 GT registró muy buenos tiempos en el Circuito de Fiorano.

## En la cultura popular
Ha aparecido en varias series de videojuegos de carreras, tales como: Need for Speed, Forza, Gran Turismo, entre otros.